# Giuseppe Dossena
Giuseppe Dossena (* 2. květen 1958 Milán, Itálie) je bývalý italský fotbalový záložník a trenér.
S fotbalem začal v malém klubu v Miláně. Ještě v mládí odešel do akademie klubu Turín. V roce 1977 byl nejprve odeslán na hostování do druholigové Pistoiese a o rok později do Ceseny. Po návratu z hostování se klub jej rozhodl prodat do Boloně. Zde byl velmi důležitým členem týmu. Za dvě sezony odehrál celkem 71 utkání a vstřelil 9 branek. Ale úspěchy nebyli žádné.
Po čtyřech letech se vrátil v roce 1981 do Turína. Tady zůstal dalších šest let a odehrál zde 245 utkání a vstřelil 5 branek. Nejlepšího umístění v lize bylo 2. místo v sezoně 1984/85 a finále v domácím poháru. Po neshodách s trenérem se rozhodl v roce 1987 odejít do Udinese.  Po roce se opět rozhodl o přestup, tentokrát do Sampdorie. Zde hrál tři roky a získal tady svůj jediný titul v lize v sezoně 1990/91. Také byl dvakrát za sebou ve finále poháru PVP (1988/89 - prohra a 1989/90 - výhra). Náhlý konec v klubu přišel v listopadu 1991, když byl prodán do třetiligového klubu Perugie. Po odehrané sezoně ukončil kariéru.
Za reprezentací odehrál 38 utkání a vstřelil jednu branku. První utkání odehrál 19. dubna 1981 proti NDR (0:0). Svou jedinou branku vstřelil 23. září 1981 proti Bulharsku (3:2). Byl na vítězném šampionátu MS 1982, byť na závěrečném turnaji nenastoupil. Poslední zápas odehrál 10. června 1987 proti Argentině (3:1).
Po skončení hráčské kariéry se stal trenérem, vedl mj. reprezentace Ghany a Albánie.

## Hráčská statistika
| Sezóna  | Klub      | Liga     | Liga   | Liga | Ligové poháry | Ligové poháry | Ligové poháry | Kontinentální poháry | Kontinentální poháry | Kontinentální poháry | Celkem | Celkem |
| Sezóna  | Klub      | Soutěž   | Zápasy | Góly | Soutěž        | Zápasy        | Góly          | Soutěž               | Zápasy               | Góly                 | Zápasy | Góly   |
| ------- | --------- | -------- | ------ | ---- | ------------- | ------------- | ------------- | -------------------- | -------------------- | -------------------- | ------ | ------ |
| 1976/77 | Turín     | Serie A  | 0      | 0    | IP            | 0             | 0             | PMEZ                 | 0                    | 0                    | 0      | 0      |
| 1977/78 | Pistoiese | Serie B  | 28     | 1    | IP            | 2             | 0             | -                    | 0                    | 0                    | 30     | 1      |
| 1978/79 | Cesena    | Serie B  | 28     | 0    | -             | 0             | 0             | -                    | 0                    | 0                    | 28     | 0      |
| 1979/80 | Bologna   | Serie A  | 28     | 2    | IP            | 4             | 1             | -                    | 0                    | 0                    | 32     | 3      |
| 1980/81 | Bologna   | Serie A  | 29     | 5    | IP            | 7             | 1             | -                    | 0                    | 0                    | 36     | 6      |
| 1981/82 | Turín     | Serie A  | 30     | 4    | IP            | 10            | 2             | -                    | 0                    | 0                    | 40     | 6      |
| 1982/83 | Turín     | Serie A  | 30     | 3    | IP            | 10            | 1             | -                    | 0                    | 0                    | 40     | 4      |
| 1983/84 | Turín     | Serie A  | 30     | 5    | IP            | 11            | 2             | -                    | 0                    | 0                    | 41     | 7      |
| 1984/85 | Turín     | Serie A  | 30     | 5    | IP            | 6             | 0             | -                    | 0                    | 0                    | 36     | 5      |
| 1985/86 | Turín     | Serie A  | 28     | 1    | IP            | 8             | 1             | UEFA                 | 4                    | 0                    | 40     | 2      |
| 1986/87 | Turín     | Serie A  | 29     | 2    | IP            | 7             | 1             | UEFA                 | 8                    | 2                    | 44     | 5      |
| 1987/88 | Udinese   | Serie B  | 28     | 6    | IP            | 0             | 0             | -                    | 0                    | 0                    | 28     | 6      |
| 1988/89 | Sampdoria | Serie A  | 34     | 5    | IP+IS         | 14+1          | 2+0           | PVP                  | 9                    | 1                    | 58     | 8      |
| 1989/90 | Sampdoria | Serie A  | 34     | 3    | IP+IS         | 4+1           | 0             | PVP                  | 9                    | 0                    | 48     | 3      |
| 1990/91 | Sampdoria | Serie A  | 34     | 1    | IP            | 7             | 2             | PVP+ES               | 6+2                  | 0                    | 49     | 3      |
| 1991    | Sampdoria | Serie A  | 6      | 0    | IP+IS         | 3+0           | 0             | LM                   | 1                    | 2                    | 10     | 2      |
| 1991/92 | Perugia   | Serie C1 | 26     | 3    | IP            | 0             | 0             | -                    | 0                    | 0                    | 26     | 3      |
| Celkem  | Celkem    | Celkem   | 452    | 46   | -             | 95            | 13            | -                    | 39                   | 5                    | 586    | 64     |

## Hráčské úspěchy

### Klubové
- 1× vítěz italské ligy (1990/91)
- 1× vítěz italského poháru (1988/89)
- 1× vítěz italského superpoháru (1991)
- 1× vítěz Poháru PVP (1989/90)

### Reprezentační
- 1× na MS (1982 – zlato)
- 1× na ME U21 (1984 – bronz)

### Vyznamenání
Zlatý límec za sportovní zásluhy (2017)

## Trenérské úspěchy

### Klubové
- 1× vítěz saúdskoarabské ligy (2001)
- 1× vítěz libýjské ligy (2003)
- 1× vítěz libýjského superpoháru (2003)

### Reprezentační
- 1× na APN (2000)
- 1× na MS U20 (1999)